# 嵐三右衛門

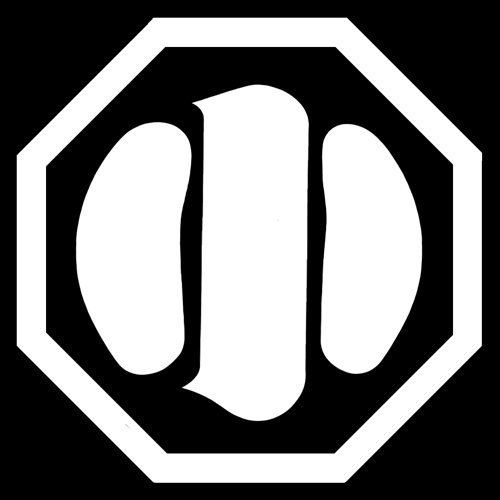
八角小の字

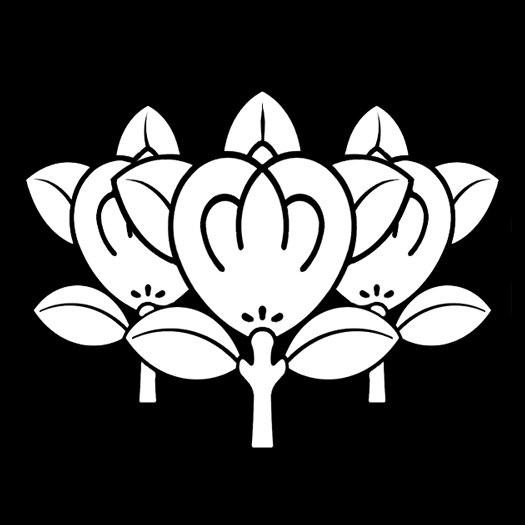
橘の三重ね

嵐 三右衞門（あらし さんえもん、新字体：三右衛門）は、歌舞伎役者の名跡。屋号は吉田屋、七代目は大黒屋、称十代目は津の國屋。称十代目の定紋は八角小の字、替紋は橘の三重ね。

## 歴代
- 初 代 嵐三右衛門
  - 大阪歌舞伎の祖、1635−90。
  - 丸小三右衛門 → 初代嵐三右衛門

- 二代目 嵐三右衛門
  - 初代の子、1661−1701。
  - 嵐勘太郎 → 初代嵐門三郎 → 二代目嵐三右衛門

- 三代目 嵐三右衛門
  - 二代目の子、1697−1754。
  - 二代目嵐門三郎 → 三代目嵐三右衛門 → 初代嵐新平（隠居名）

- 四代目 嵐三右衛門
  - 三代目の養子、1732−56。
  - 嵐松之丞 → 四代目嵐三右衛門

- 五代目 嵐三右衛門
  - 三代目の門下、1710−86。
  - 嵐小次郎 → 初代嵐小七 → 吉田小六 → 初代嵐小六 → 五代目嵐三右衛門

- 六代目 嵐三右衛門
  - 初代嵐雛助の門下、1760−85。
  - 嵐松次郎 → 六代目嵐三右衛門

- 七代目 嵐三右衛門
  - 初代姉川大吉の門下、のちに初代嵐雛助の門下、生没年不詳。
  - 姉川菊八 → 二代目嵐小六 → 七代目嵐三右衛門 → 姉川菊八

- 八代目 嵐三右衛門
  - 三代目嵐小六の子、1783–1826。
  - 二代目嵐岩次郎 → 八代目嵐三右衛門 → 初代叶三右衛門 → 初代叶珉子 → 四代目嵐小六

- 九代目 嵐三右衛門
  - 八代目の門下、1805–59。
  - 嵐雛三郎 → 九代目嵐三右衛門 → 三代目嵐珉子（＝ 三代目叶珉子）

- 十代目 嵐三右衛門
  - はじめ八代目岩井半四郎の養子、のち九代目の養子、生没年不詳。
  - 岩井やまと → 岩井喜代三 → 四代目叶珉子 → 四代目嵐珉子 → 十代目嵐三右衛門

- 称十代目 嵐三右衛門
  - 二代目中村梅玉の門下、1906–80。本来は十一代目だが十代目を称した。
  - 中村福萬壽 → 七代目中村駒之助 → 十一代目（称十代目）嵐三右衛門